# Saint-Hippolyte-de-Montaigu
Saint-Hippolyte-de-Montaigu é uma comuna francesa na região administrativa de Occitânia, no departamento de Gard. Estende-se por uma área de 4,05 km². Em 2010 a comuna tinha 269 habitantes (densidade: 66,4 hab./km²).